# Pterotaea macroceros
Pterotaea macroceros là một loài bướm đêm trong họ Geometridae.